# 宽带粗尾鲈
宽带粗尾鲈（学名：Chorististium latifasciata）为鮨科粗尾鲈属的鱼类，俗名縱帶鱠或纵带脍。在中国，分布于南海、台湾海峡等海域，属于岩礁鱼类。该物种的模式产地在日本东京。